# Nitya Nand Reddy
Nitya Nand Reddy, né vers 1950, est un syndicaliste et homme politique fidjien.

## Biographie
Titulaire d'une licence d'économie de l'université du Pacifique Sud, il est employé comme comptable par l'entreprise publique de traitement du sucre Fiji Sugar Corporation, et devient président du syndicat des employés administratifs de la compagnie. Vice-président inaugural du Parti travailliste fidjien en 1985, il est candidat aux élections municipales à Lautoka en 1986 ; il est alors licencié de son travail en raison de son engagement politique.
Il remporte la circonscription ethnique indo-fidjienne sud-ouest aux élections législatives de 1987, et siège un mois à la Chambre des représentants comme député de la majorité parlementaire du gouvernement Bavadra, jusqu'au coup d'État militaire.